# بروس فيلد
بروس فيلد (بالإنجليزية: Bruce Field) هو واثب حواجز ‏ أسترالي، ولد في 22 يناير 1947 في ملبورن في أستراليا.

## وصلات خارجية
- بروس فيلد على موقع الاتحاد الدولي لألعاب القوى (الإنجليزية)
- بروس فيلد على موقع النتائج التاريخية لألعاب القوى الأسترالية (الإنجليزية)
- بروس فيلد على موقع أوليمبيديا (الإنجليزية)
- بروس فيلد على موقع اللجنة الأولمبية الأسترالية (الإنجليزية)